# Canard à bec tacheté
Anas poecilorhyncha
Espèce
Statut de conservation UICN

 LC  : Préoccupation mineure
Le Canard à bec tacheté (Anas poecilorhyncha) est une espèce d'oiseaux de la famille des Anatidae.

## Description
Cette espèce ressemble à une femelle de Canard colvert au plumage cependant plus sombre et plus contrasté. Le bec est noir avec une tache rouge de chaque côté de la base et une grande tache jaune à l'extrémité.

Aire de répartition du canard à bec tacheté (vert).

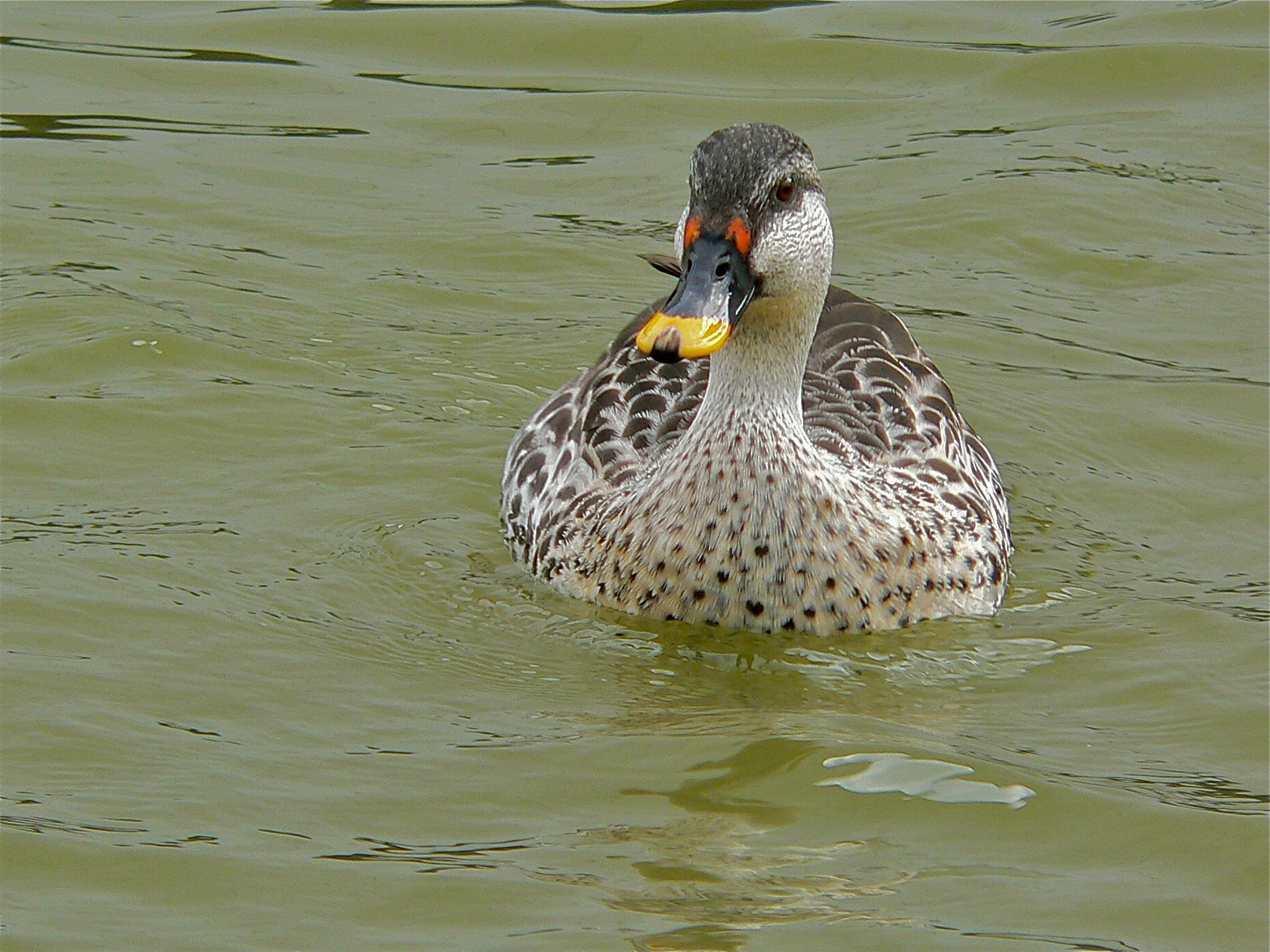
Femelle

## Répartition et sous-espèces
Selon la classification de référence du Congrès ornithologique international (version 15.1, 2025) :
- Anas poecilorhyncha poecilorhyncha Forster, JR, 1781 — sous-continent indien ;
- Anas poecilorhyncha haringtoni (Oates, 1907) — du Myanmar au sud de la Chine et au Laos.